# Fukusima
Fukusima (japánul: 福島市, [Fukusima-si], Hepburn-átírással Fukushima-shi) város Fukusima prefektúra székhelye Japánban. Az északkeleti Tóhoku régióban helyezkedik el.
Tokiótól 250 kilométerre északra, Szendaitól 80 kilométerre délre fekszik.

## Története
Fukusimát régen Sinobu no szatónak, azaz a Sinobuk falujának nevezték. A 12. században Szuginome Taro megépítette Szuginome-kastélyt, és a falu várvárossá kezdett fejlődni, amely a kastélyt vette körbe.
Az Edo-korban Fukusima selyemtermeléséről híres, virágzó város lett, neve még Kiotóban, az akkori fővárosban is ismertté vált. A Meidzsi-restauráció után 1868-ban prefektúrairodát nyitottak Fukusimában, és a Japán Nemzeti Bank is fiókot hozott létre a városban. Ez volt az első nemzeti bank a Tóhoku régióban. A várost hivatalosan 1907. április 1-jén alapították, 2008. július 1-jén Iinó várost is hozzácsatolták.

## A fukusimai atomerőmű 2011-es vészhelyzete
A fukusimai erőművet a Tokiói Elektromosenergia-szolgáltató Vállalat működteti. A 2011. március 11-i földrengés miatt az atomerőműben működő három reaktor automatikusan leállt (1-es, 2-es, 3-as reaktorok). Az erőmű további három reaktora karbantartás miatt éppen nem üzemelt. A láncreakció leállítása után a reaktorok fűtőelemei még jelentős mennyiségű hőt termelnek, a hűtéshez szükséges áramot beépített dízel aggregátorok fejlesztették. A leállítás után 55 perccel a telephelyet elérte a tenger alatti földrengés által kiváltott 15 méter magasságú cunami és tönkretette a dízel aggregátorok hűtőrendszerét, ezért a reaktorokban megszűnt a hűtővíz keringetése és a fűtőelemek túlhevülhettek. A hűtést végül a baleset után kilenc órával a helyszínre érkező mobil aggregátorok segítségével indították be újra. Az elégtelen hűtés miatt a reaktorok hűtővizének hőmérséklete és nyomása kritikussá vált, a keletkezett vízgőz egy részét ellenőrzötten a szabadba engedték (lefúvatás). A kiáramló gőz sugárzó anyagokkal szennyezett lehetett, elővigyázatosságból a környező lakosságot 10, majd később 20 km-es körzetből kitelepítették.
2011. március 12-én robbanás történt a fukusimai atomerőmű 1-es reaktorában, március 14-én hétfőn reggel a 3-asban, majd éjfél előtt a 2-esben is. A robbanásokat valószínűleg a túlhevült fűtőelemek cirkónium burkolatának vízzel való érintkezésekor keletkező és a lefúvatáskor oxigénnel keveredve durranógázt alkotó hidrogén okozta. Az 1-es és 3-as blokk esetén a 13 cm vastag acélból készült reaktor, benne a fűtőrudakkal épségben maradt, csupán az erőmű épületének egy része semmisült meg. A 2-es blokk esetén nem lehet kizárni a reaktortartály sérülését sem.
Március 15-én kedden reggel tűz ütött ki a négyes reaktorban a használt fűtőelemek pihentető medencéjénél. A tüzet eloltották, de a sugárzás a reaktor környékén jelentős mértékben megnövekedett (400 mSv/h), majd gyorsan csökkent. A nap folyamán a reaktortól 250 kilométer távolságban, Tokióban is észlelhető volt a sugárzás hússzoros növekedése (0,8 μSv/h értékre), majd csökkenése.

## Népesség
| Lakosok száma | 292 590 | 294 247 | 284 282 |
|               | 2010    | 2015    | 2021    |